# Rietpoort
Rietpoort è un centro abitato sudafricano situato nella municipalità distrettuale di West Coast nella provincia del Capo Occidentale.

## Geografia fisica
Il piccolo centro abitato sorge in un'area semidesertica a circa 330 chilometri a nord di Città del Capo.